# Irina Wladimirowna Krutikowa
Irina Wladimirowna Krutikowa (* 16. Oktober 1936 in Moskau, UdSSR; † 15. März 2025), russisch Ирина Владимировна Крутикова, war eine sowjetische und russische Modedesignerin, Designerin, Künstlerin, unter anderem ausgezeichnet als Ehrenkünstlerin.

## Biographie

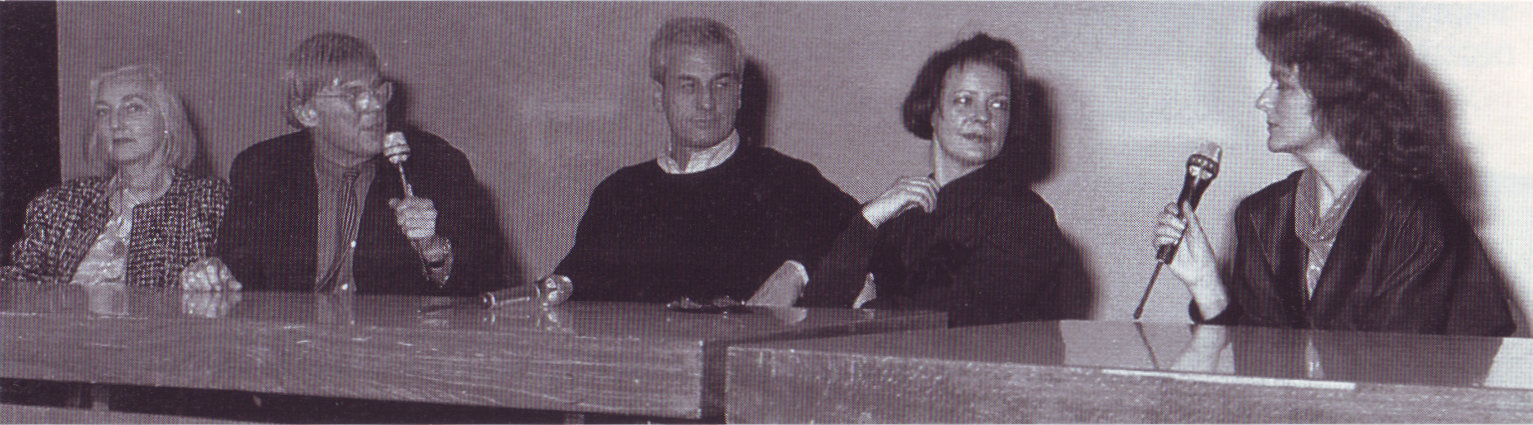
Ruth Haber (1924–2020), deutsche Journalistin: Dieter Zoern; Gianluca Matti (italienischer Pelzkonfektionär); Barbara Lutz und Irina Krutikowa (rechts). Auf dem Kürschner-Kongress 1989 in Frankfurt am Main.

Irina Wladimirowna Krutikowa war die Tochter von Wladimir Konstantinowitsch Krutikow, einem Absolventen des Moskauer Staatlichen Textilinstituts, Mitarbeiter des Ministeriums für Außenhandel der UdSSR („Министерство внешней торговли СССР“). Die Mutter, Sofja Isaakowna Krutikowa (1910–1995), Ingenieurin der Leichtindustrie, war ebenfalls Absolventin des Textilinstituts. Irina Krutikowa war verwitwet und hatte zwei Töchter. Sie gründete den „Irina Krutikowa Design Salon“, sie sprach fließend Deutsch, pflegte enge Kontakte zur Bundes-Pelzfachschule und war mit der deutschen Pelzbranche besonders verbunden.
Ihr Hauptaugenmerk lag auf dem Design und der Konstruktion von Pelzprodukten, in der Pelzbranche gilt sie als anerkannte Expertin mit dem inoffiziellen Titel „Königin des Pelzes von Russland“. Irina Krutikowas Credo bezeichnete sich selbst als Industriedesignerin, die für Konfektionsbetriebe arbeitet. Jedes ihrer eigentlich exklusiven Modelle konnte in der Massenproduktion umgesetzt werden (falls das Teil nicht ursprünglich als Einzelexemplar konzipiert wurde). Sie arbeitete mit den sowjetischen Fabriken „Melita“ (Kasan), „Belka“ (Slobodskoi und Perwomaiski, 1968 bis 2008), „Rot Front“ (Leningrad), „Balti“ (Moldawien), „Elektra“ (Lettland), „Trud“ (Moskau), „Buchara“ (Usbekistan, 1968–2017). Im Auftrag der amerikanischen Firma „Selanise Corporation“ wurde eine Kollektion von Modellen aus Stoffen der Firma entwickelt, die 1968 in Amerika und Europa mit großem Erfolg vorgeführt wurde. Zusammenarbeit gab es ferner 1989–1994 mit Demelius in der Schweiz; Revillon in den USA, Natural Furs Inc. in Kanada; Meerstein in Deutschland; Bartoli in Italien und Sladky in Österreich. Mit ihrer langjährigen praktischen Erfahrung in der Haute Couture überwachte sie Schritt für Schritt die Qualität der Produktion ihrer Modelle. Wie sie sagte, war sie dank ihrer Ausbildung und Erfahrung in der Lage, jedem Pelzverarbeiter bei Problemen die Arbeitsschritte, eventuell an der Pelznähmaschine, selbst zu demonstrieren.
Im Jahr 1954 war Irina Krutikowa, wie vorher schon ihre Mutter, in das Moskauer Textilinstitut an der Fakultät für Angewandte Kunst eingetreten. Nach dem zweiten Jahr dort wurde sie in die DDR geschickt, um an der Fakultät für Mode am Institut für bildende und angewandte Kunst (Berlin) zu studieren, wo sie 1961 mit Auszeichnung abschloss.
Abbildung eines Teils der Pelzkollektion „Birds“
Externer Weblink
- https://ru.pinterest.com/pin/300544975151616349/

Im Jahr 1965 nahm sie an einer Modenschau in Sofia (Bulgarien) teil. Im Jahr 1967 beteiligte sie sich als erste inländische Designerin mit einer eigenen Kollektion an einer sowjetischen Modevorführung. Auf dem Internationalen Modefestival in Moskau wurde ihre Kollektion von Pelzmodellen und Seidenkleidern mit einer Medaille und einem Diplom des Festivals ausgezeichnet. In den Jahren 1967 bis 2000 wurden neue Kollektionen von Pelzmodellen auf Ausstellungen und Modefestivals in Frankfurt am Main, New York, Washington, Montreal, Lugano, Zürich, Alma-Ata, Dallas, Paris und London gezeigt. 1992 wurde sie mit dem russischen Staatspreis für Literatur und Kunst ausgezeichnet. Von 1995 bis 2000 nahm sie an den High Fashion Weeks (Moskau, Russland) teil. Im Jahr 2000 wurde sie in Kasan mit dem Titel „Verdienter Arbeiter der Leichtindustrie Tatarstans“ ausgezeichnet. 2002 beteiligte sie sich an der Gründung und Organisation der jährlichen Wettbewerbe für Modedesigner „Fashion Assembly“ und „Couturier of the Year“, zusammen mit Absolventen und Studenten von Universitäten, Hochschulen und Lyzeen. Im Jahr 2004 nahm sie am 15. Kinotawr-Filmfestival mit einer Vorführung ihrer Modelle teil.

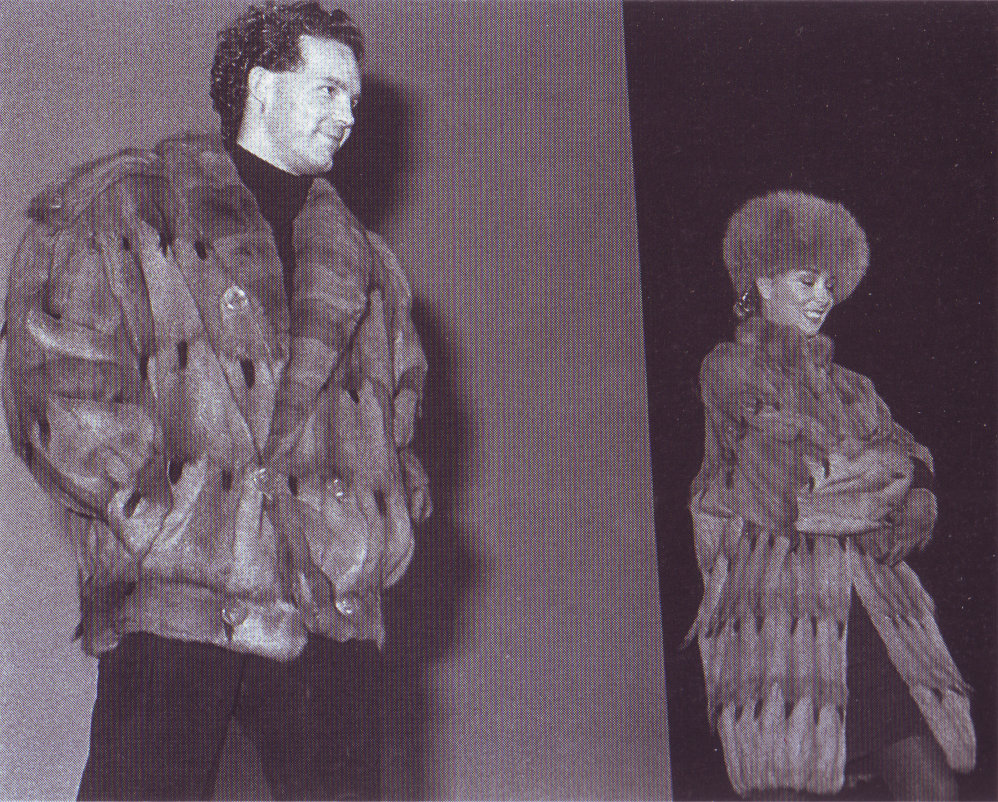
Originale Bildunterschrift:
„Feh, Lieblingsmaterial der russischen Designerin Irina Krutikowa“ (1989)

Die 1992er in Zusammenarbeit in die Sloboda-Pelzfabrik „Belka“ entstandene Kollektion „Birds“, unter anderem mit einem überaus opulenten Capemantel aus Fehfell brachte ihr weltweite Aufmerksamkeit und den Titel der Staatspreisträgerin. Hauptwerke sind außer der Kollektion „Vögel“ (Anfang der 1990er Jahre), die Pelerinen-Kollektion „Schmetterlinge“, eine Kinderkollektion mit mehrfarbigen Fellmänteln (1995/1996). Sie war Inhaberin von etwa 50 Patenten im Bereich der Pelzindustrie. Der Pelzmantel „Bird“ ist aus Feh gefertigt, dem Winterfell russischer Eichhörnchen. In ihren Kollektionen verwendete Irina Krutikowa eine Vielzahl von Fellarten, nutzte dabei unerwartete Kombinationen und Farblösungen. Die wichtigsten Pelzarten, mit denen die Designerin arbeitete, waren: Feh, Hermelin, Breitschwanzfelle, Karakul, Kolonok, Kanin, Maulwurf, Fuchs, Robbe, Schaffell, Bisam, Fuchs und Zobel.
Gemeinsam mit Akademikern des renommierten Moskauer Institut für Physik und Technologie (Keldysch-Center), einem Forschungsinstitut im Bereich der Raketen- und Raumenergie, wurde 2006 eine einzigartige Pelzkollektion, entwickelt, die auf der Technologie der Nanobeschichtung von Pelz und Leder mit Edelmetallen basiert. Die wissenschaftliche Entwicklung dieser Technologie war von den Institutsmitgliedern Anatoli Sasonowitsch Korotejew und Nikolai Nikolajewitsch Ponomarjow-Stepnoi geleitet worden. Im Jahr 2008 wurde sie mit der Kollektion „Sample 985“, unter Verwendung der Nanotechnologie, auf der Internationalen Pelzmesse „Fur & Fashion“ in Frankfurt am Main für die beste Kollektion ausgezeichnet. Irina Krutikowa erklärte, dass sie allgemein eine Vorliebe für Physiker hegt. Ihr Mann war in diesem Bereich tätig, und alle ihre Freunde sind Physiker, Akademiker. Sie trugen dazu bei, die Idee zu verwirklichen, Pelz mit echtem Gold zu überziehen. Zuerst war es nur ein Highlight in der Kollektion. Später wurde klar, dass es sich um eine viel umfassendere Erfindung handelte, denn die Vergoldung unterscheidet sich grundlegend von der herkömmlichen Methode, Pelze zu färben. Es ist nicht wirklich eine Beschichtung, sondern ein Prozess, der auf molekularer Ebene abläuft. Je nachdem, wie lange der Prozess einwirkt, ändert sich die Farbe von Braun zu Glanzgold.
Sie war verheiratet und hatte zwei Töchter.
Zu Ehren ihres 85. Geburtstages wurde die „Capriccio“-Kollektion im Allrussischen Museum für dekorative und angewandte Kunst gezeigt. Irina Wladimirowna Krutikowa starb am 15. März 2025.

## Auszeichnungen, Titel und Mitgliedschaften (Auswahl)
Irina Krutikowa erhielt mehr als 50 Auszeichnungen bei internationalen Ausstellungen und Wettbewerben in Russland, Deutschland, Frankreich, USA, Kanada, Bulgarien, Ungarn und der Slowakei. Besondere Ehrungen waren unter anderem:
- Diplom und Silbermedaille des Internationalen Wettbewerbs „Künstler und Industrie“ am VDNKh – Ausstellung der Errungenschaften der Volkswirtschaft (1977)
- Staatspreis der Russischen Föderation im Bereich Literatur und Kunst (1992) – für eine Sammlung von Kleidungsstücken aus massenproduzierten Pelzarten[6]
- Großer Preis der Modewoche in Moskau „Goldenes Mannequin“ (1996)[1]
- Verdienter Arbeiter der Leichtindustrie Tatarstans (Kasan, 2000)
- „Goldmedaille für Beitrag zur nationalen Kultur“ der Kreativunion der Künstler Russlands (2005)
- Ehrenorden der öffentlichen Anerkennung „Meister der Schönheit“ für die Erhaltung und Aufwertung des historischen, spirituellen und kulturellen Erbes Russlands (2009)
- Ordentliches Mitglied (Akademiker) der Russischen Akademie der Künste (2012)[10]
- Verdienter Künstler Russlands (2016)[11]